# 徐楠 (嘉靖舉人)
徐楠（15世紀—16世紀），字任之，南直隸寧國府宣城縣人，明朝政治人物。

## 生平
徐楠是嘉靖二十八年（1549年）己酉科應天鄉試舉人，隆慶五年（1571年）授耒陽知縣，捐資建學校，教民植桐樹，革除地方陋規，省去里甲，設左右坊廂以便催科，遇上旱災徒步祈禱月餘，求得下雨始安寧，考績擢為撫州同知，撫州舊有千金陂被廢棄，他出資重修便利民眾，府民在陂上為他建祠，代理府事時有居家御史胡作非為，他按法懲治被對方忌恨遭免官回鄉，天啟三年（1623年）入祀耒陽名宦祠。

## 引用
1. 1 2  光緒《宣城縣志·卷十五·人物》：徐楠，字任之，嘉靖己酉舉於鄉，知耒陽縣，大興文學，考績擢撫州同知，州舊有千金陂為郡所利賴，久廢不治，楠躬督備鍤不稍倦，且傾俸佐役卒底厥成，撫人為建祠陂上，繼攝郡事，有御史居家不法，楠按治無狥避，為御史所銜免歸，與仲兄棐合爨四十年宦成，歸即一衣一器不以自私。 《一統志》
2. ↑  光緒《耒陽縣志·卷四之二·政績》：徐楠，宣城人，舉人，隆慶五年知縣事，捐貲建學，教民植桐多享其利，縣多陋規，如收糧費尤不貲，為首禁之，省里甲，設左右坊廂以便分催，歲值苦旱，齋跣祈禱厯四郊，旬餘罔倦得雨始安，尋擢揚州同知，既去民思之，天啓三年申祀名宦。